# Wei Xin
Wei Xin (魏新S, Wèi XīnP; Chongqing, 18 aprile 1977) è un allenatore di calcio ed ex calciatore cinese, di ruolo difensore.

## Palmarès

### Giocatore

#### Competizioni nazionali
- Coppa della Cina: 1

Chongqing Lifang: 2000